# Piotr Filipowicz (sportowiec)
Piotr Filipowicz (ur. 29 sierpnia 1995) – polski siatkarz, grający na pozycji libero. Od sezonu 2017/2018 występuje w drugiej drużynie Czarnych Radom, a także jest asystentem trenera w drużynie Radomka Radom.

## Sukcesy juniorskie
Młoda Liga:
- 2015[2]
- 2016

## Nagrody indywidualne
- 2016: Najlepszy libero w finale Młodej Ligi w sezonie 2015/2016